# Liste der Bürgermeister von Horst aan de Maas
Dies ist die Liste der Bürgermeister von Horst aan de Maas in der niederländischen Provinz Limburg seit der Gemeindegründung am 1. Januar 2001.
| Bürgermeister  | Bürgermeister         | Partei | Partei | Amtszeit  | Anmerkungen   |
| -------------- | --------------------- | ------ | ------ | --------- | ------------- |
| Léon Frissen   | Léon Frissen          |        | CDA    | 2001–2005 | [ 1 ]         |
| Kees van Rooij | Kees van Rooij        |        | CDA    | 2005–2017 | [ 2 ]         |
|                | Ina Leppink-Schuitema |        | VVD    | 2017–2019 | kommissarisch |
|                | Ryan Palmen           |        | VVD    | 2019–     | [ 4 ]         |